# Pat LaFontaine
Patrick Michael LaFontaine (* 22. února 1965 v St. Louis, Missouri, Spojené státy americké) je bývalý americký hokejový reprezentant, který nastupoval 15 let v NHL za New York Islanders, Buffalo Sabres a New York Rangers. U příležitosti 100. výročí NHL byl v lednu 2017 vybrán jako jeden ze sta nejlepších hráčů historie ligy.

## Reprezentace
V sezoně 1983/84 se teprve jako osmnáctiletý stal členem výběru, který se po celý úvod sezony chystal na olympijský turnaj v Sarajevu. V přípravě sehrál za reprezentaci 58 utkání, ve kterých získal famózních 111 bodů (56 gólů a 55 asistencí). Spojené státy na olympijském turnaji, kde obhajovaly zlato, obsadily až sedmé místo. V roce 1987 hrál na Kanadském poháru, kde Američané vypadli již v základním turnaji, když obsadili předposlední páté místo. Zahrál si i na MS 1989 ve Švédsku (6. místo) . Na Kanadském poháru 1991 se svými spoluhráči došel do finále, kde se ale radovala Kanada. Finálovou porážku jí američtí hokejisté vrátili na dalším ročníku turnaje – Světovém poháru 1996. Naposledy se v reprezentaci objevil na olympijském turnaji v Naganu, kde Američané cestovali domů po čtvrtfinálové porážce od České republiky.

### Reprezentační statistiky
| 1984 | USA | OH | 6  | 5 | 3 | 8 | 0 |
| 1987 | USA | KP | 5  | 3 | 0 | 5 | 0 |
| 1989 | USA | MS | 10 | 5 | 3 | 8 | 8 |
| 1991 | USA | KP | 6  | 3 | 1 | 4 | 2 |
| 1996 | USA | SP | 5  | 2 | 2 | 4 | 2 |
| 1998 | USA | OH | 4  | 1 | 1 | 2 | 0 |

## Kariéra v NHL
Útočník v sezoně 1982/83 nastupoval v juniorské QMJHL za Verdun Juniors, se kterým se mu podařilo vyhrát soutěž a sám měl fenomenální statistiky. I díky tomu jej již na 3. pozici draftoval klub New York Islanders. V dresu tohoto týmu, který obhajoval zisk čtyř Stanley Cupů v řadě, oblékl již v závěru ročníku 1983/84 (po startu na olympijském turnaji, viz výše) a pomohl celku do pátého finále soutěže v řadě, kde však Islanders podlehli Edmonton Oilers. Za "Ostrovany" hrál až do roku 1991 a v jejich barvách si vysloužil nominaci do utkání hvězd NHL v sezonách 1987/88, 1988/89, 1989/90 a 1990/91.
V letech 1991–97 hrál za Buffalo Sabres, kde jeho kariéru začaly komplikovat zdravotní potíže, převážně otřesy mozku. V sezoně 1992/93 si popáté zahrál utkání hvězd a byl po sezoně zařazen do druhého All-Star Teamu NHL. Po sezoně 1994/95 dostal Bill Masterton Memorial Trophy za oddanost hokeji a o dva roky později obdržel Lester Patrick Trophy za přínos hokeji v USA. Jeho číslo 16 bylo v roce 2005 vyřazeno ze sady Sabres.
Ve své poslední sezoně 1997/98 hájil barvy New York Rangers – ročník pro něj skončil poraněním hlavy z 16. března 1998 (utkání s Ottawa Senators). V říjnu 1999 oficiálně hráč ohlásil konec kariéry.
V roce 2003 byl uveden do hokejové síně slávy.

## Individuální trofeje a úspěchy

### QMJHL
- První All Star tým, Ofenzivní nováček roku, Nejužitečnější hráč (i v rámci všech hlavních kanadských juniorských lig) – 1983

### NHL
- Lester Patrick Trophy – 1997
- Bill Masterton Memorial Trophy – 1995
- 2. All-Star Team NHL – 1993
- Účastník Utkání hvězd NHL – 1988, 1989, 1990, 1991, 1993

## Klubové statistiky
| Sezona     | Klub               | Soutěž     | Základní část | Základní část | Základní část | Základní část | Základní část | Play off | Play off | Play off | Play off | Play off |
| Sezona     | Klub               | Soutěž     | Z             | G             | A             | B             | TM            | Z        | G        | A        | B        | TM       |
| ---------- | ------------------ | ---------- | ------------- | ------------- | ------------- | ------------- | ------------- | -------- | -------- | -------- | -------- | -------- |
| 1982/83    | Verdun Juniors     | QMJHL      | 70            | 104           | 130           | 234           | 10            | 15       | 11       | 24       | 35       | 4        |
| 1983/84    | New York Islanders | NHL        | 15            | 13            | 6             | 19            | 6             | 16       | 3        | 6        | 9        | 8        |
| 1984/85    | New York Islanders | NHL        | 67            | 19            | 35            | 54            | 32            | 9        | 1        | 2        | 3        | 4        |
| 1985/86    | New York Islanders | NHL        | 65            | 30            | 23            | 53            | 43            | 3        | 1        | 0        | 1        | 0        |
| 1986/87    | New York Islanders | NHL        | 80            | 38            | 32            | 70            | 70            | 14       | 5        | 7        | 12       | 10       |
| 1987/88    | New York Islanders | NHL        | 75            | 47            | 45            | 92            | 52            | 6        | 4        | 5        | 9        | 8        |
| 1988/89    | New York Islanders | NHL        | 79            | 45            | 43            | 88            | 26            | —        | —        | —        | —        | —        |
| 1989/90    | New York Islanders | NHL        | 74            | 54            | 51            | 105           | 38            | 2        | 0        | 1        | 1        | 0        |
| 1990/91    | New York Islanders | NHL        | 75            | 41            | 44            | 85            | 42            | —        | —        | —        | —        | —        |
| 1991/92    | Buffalo Sabres     | NHL        | 57            | 46            | 47            | 93            | 98            | 7        | 8        | 3        | 11       | 4        |
| 1992/93    | Buffalo Sabres     | NHL        | 84            | 53            | 95            | 148           | 63            | 7        | 2        | 10       | 12       | 0        |
| 1993/94    | Buffalo Sabres     | NHL        | 16            | 5             | 13            | 18            | 2             | —        | —        | —        | —        | —        |
| 1994/95    | Buffalo Sabres     | NHL        | 22            | 12            | 15            | 27            | 4             | 5        | 2        | 2        | 4        | 2        |
| 1995/96    | Buffalo Sabres     | NHL        | 76            | 40            | 51            | 91            | 36            | —        | —        | —        | —        | —        |
| 1996/97    | Buffalo Sabres     | NHL        | 13            | 2             | 6             | 8             | 4             | —        | —        | —        | —        | —        |
| 1997/98    | New York Rangers   | NHL        | 67            | 23            | 39            | 62            | 36            | —        | —        | —        | —        | —        |
| celkem NHL | celkem NHL         | celkem NHL | 865           | 468           | 545           | 1013          | 552           | 69       | 26       | 36       | 62       | 36       |